# 舘暲

舘 暲（たち すすむ、1946年1月1日 - ）は、日本のシステム工学者。工学博士。東京大学名誉教授。
専門はシステム情報学で、特にロボット工学、バーチャルリアリティ、計測工学、制御工学。

## 略歴
〈出典：〉
東京都生まれ。1964年、東京都立戸山高等学校卒業。1968年、東京大学工学部計数工学科卒業。1973年、東京大学大学院工学系研究科計数工学専攻博士課程修了。その後、1973年4月より、東京大学工学部計数工学科助手、1975年5月より、通商産業省工業技術院機械技術研究所研究員。主任研究官、遠隔制御課長、バイオロボティクス課長を歴任。この期間中、1979年7月から1980年7月、マサチューセッツ工科大学客員研究員。
1989年9月から、東京大学助教授を併任、1991年1月に東京大学先端科学技術研究センター助教授に転任、1992年4月に同センター教授、その後1994年4月に工学部教授、2001年4月には東京大学大学院情報理工学系研究科教授に就任し、2009年定年退職、名誉教授、慶應義塾大学大学院メディアデザイン研究科教授。2011年特任教授。2016年より東京大学高齢社会研究機構。
日本バーチャルリアリティ学会初代会長。計測自動制御学会第46期会長。日本ロボット学会設立発起人。
テレイグジスタンス、バーチャルリアリティ、臨場感コミュニケーション、再帰性投影技術、ハプティクスなどの研究分野における日本の先駆者的研究者。R3(Rキューブ)＝リアルタイム・リモート・ロボティクスによるユビキタス・コンピューティングとの融合なども提唱している。

## 人物
- 舘の生い立ちの中で最も影響力があり、彼を知的探求に向かわせた人物は母方の祖父だった。 祖父は、日本人初の東京帝国大学外科学教授となった佐藤三吉の甥であった。 曽祖父が若くして亡くなったため、祖父は、曽祖父の弟である佐藤三吉に引きとられ深い学問的雰囲気の家庭で育った。その家庭環境が、祖父の家にも引き継がれていて、幼少の舘は、佐藤三吉の話を何度となく祖父から聞いて育った[3]。

- 東京大学に入学して1年余の1965年の夏、進振りの締め切りが近づくなか、舘は、物理に進もうと思っていたが、一方で人間に興味があり人が関わっている研究がしたいと漠然と考えて進路を決めかねていた。そんな中、偶然ならしたラジオから流れてきたのがノーバート・ウィーナーの『サイバネティクスはいかにして生まれたか』の朗読であった。聞いたとたん雷に打たれたような感覚が全身を走ったのを鮮明に覚えているという。すぐに総合図書館に走りウィーナーの著書を探して読み、その結果、サイバネティクスの研究に身を投じることを決意し、当時、唯一サイバネティクスを学べる工学部の計数工学科に進学した[3][4][5]。

- 次男は、折り紙工学者で東京大学教授の舘知宏[6]。

- 1993年に、学生にVRを普及し若手研究者を育成する目的で国際学生対抗バーチャルリアリティコンテスト（IVRC）を創設した。このコンテストは、現在各界で活躍する数多くのVRや人間拡張工学など身体性科学分野の研究者や技術者、また芸術家あるいは起業家や経営者を輩出している[7]。

- サイバネティクスの本質ともいえる「人間が人間らしく生きるための科学技術」の考え方を直伝で継承してゆくことを目的として、「サイバネティクス研究会」を2004年にはじめて、現在、80名を超える博士が会員として集っている[8]。

## 研究成果ビデオ
- 盲導犬ロボット　MELDOG [9]
- テレイグジスタンス　Telexistence[10]
- 光学迷彩　Optical Camouflage[11]
- 透明コックピット　The Transparent Car[12]
- 裸眼立体視コミュニケーションTwister[13]
- 裸眼立体視と触覚の融合HaptoMirage[14]
- フルパララック裸眼立体視　RePro3D[15]
- 触原色　Haptic Primary Colors[16]
- Tachilab YouTube[17]

## 業績
1. テレイグジスタンス (Telexistence) の提唱と推進
- 人間が遠隔地にあるロボットと一体化し、あたかもその場所にいるかのような感覚で作業や体験ができる「テレイグジスタンス」（遠隔存在）という概念を1980年に提唱した。これは、現在のVRやアバターロボット技術の先駆けとなる重要な概念であり、その実現に向けた研究開発を長年にわたり牽引した。
- 視覚、聴覚、触覚などの感覚を通して遠隔地の情報をリアルタイムに感じながら、ロボットを操作する[19]だけではなく、コンピュータの創成した世界にもテレイグジスタンスしたり[20]、その世界を実世界に重畳したりすることで、人間自身の能力を拡張することを目指した。
- この概念を実現するために、長年にわたり人間が三次元空間を認識するメカニズムの解析や、アバターロボットシステム「TELESAR」などの開発に取り組み、テレイグジスタンスの工学的実現を推進した。
- テレイグジスタンス技術は、ロボットの身体を自分の身体とすることで人間能力を拡張することにとどまらず、知能ロボットにテレイグジスタンスすることで、危険な場所での作業、災害救助、宇宙開発、医療、教育、エンターテイメントなど、多岐にわたる分野での応用が期待される。
- 2017年には、この技術の社会実装を目指してテレイグジスタンス株式会社（Telexistence inc.）を共同で設立した[21]。

2. バーチャルリアリティ (VR) 学への貢献
- 日本バーチャルリアリティ学会の創設に先導的な役割を果たし、初代会長を務めた[23][24]。
- VRを「コンピュータが作り出した世界へのテレイグジスタンス」と捉え、テレイグジスタンス技術と表裏一体のものとして研究開発を進めた。
- VRの基礎理論、システムの構成要素、人間の認知や行動との関わりなどについて深く探求し術的体系化することでVR学の確立に貢献した。
- 『バーチャルリアリティ学』や『バーチャルリアリティ入門』などの著書や、人工現実感とテレイグジスタンス研究委員会（1990-1997）、人工現実感とテレイグジスタンス国際会議：ICAT（1991年-現在）、産業用バーチャルリアリティ展：IVR（1993-2022）、国際学生対抗バーチャルリアリティコンテスト：IVRC（1993-現在）、バーチャルリアリティ産学研究開発推進委員会（1993-2004）、重点領域研究「人工現実感」（1995-1998）などを創設あるいは組織し、それらを通じて、VRの普及と教育・人材育成そして産業応用・社会実装に力を注いだ[25]。

3. その他の独創的な研究開発
- テレイグジスタンス以外にもVRや人間能力の補綴と拡張に関連して、以下のような独創的な研究テーマに取り組んだ。
- 盲導犬ロボット: 盲導犬ロボットという概念を世界で初めて提唱するとともに、このアイディアの工学的な実現法を理論的に研究し[26]、この方法で実際に実現可能であることを、MELDOGと呼ぶ実験用ロボットを試作し具体的に示した[9]。
- 再帰性投影技術: 再帰性反射材を用いて物体と情報を一体化する技術であり、物体の表面に映像を投影することで、その物体が透明に見えたり、別の質感に見えたりする。光学迷彩[11]や透明コックピット[12]、相互テレイグジスタンス[27]などに応用される。
- 触原色: 触覚情報を光の三原色のような基本要素に分解・合成することで、多様な触感を再現しようとするハプティクスの基本原理の提案[28]。
- 裸眼立体VR: 新しい原理を着想し、専用のゴーグルなしで立体映像を体験できるVR技術を研究開発。回転式バリア方式によるTWISTER[13]やバーチャルシャッター眼鏡方式によるHaptoMirage[14]、再帰性投影方式によるRepro3D[15]などが好例。

4. 学術界、産業界及び一般社会への広範な貢献
- 東京大学と慶應義塾大学で教授として教鞭をとり、東京大学総長賞や研究科長賞、また学会学術奨励賞や論文賞などを受賞する人材を多数輩出している[29]。45名の博士[30]、85名の修士[31]、多数の学士を育て、それぞれが大学の教授や准教授、企業の中核メンバー、あるいは起業家として多彩な分野で活躍している。
- 日本バーチャルリアリティ学会の初代会長のほか、計測自動制御学会の会長（第46期）や、日本ロボット学会の設立準備委員会幹事を務め学会設立に大きな貢献をするなど、関連学術団体において指導的な役割を果たした[32]。長年にわたりIEEE VRの日本代表を務めるほか、ロボットに於ける計測と制御国際シンポジウム（ISMCR）、人工現実感とテレイグジスタンスに関する国際会議（ICAT）や、国際学生対抗バーチャルリアリティコンテスト（IVRC）を創設し、国際的な研究交流と若手育成にも貢献した[33]。
- 大型プロジェクト「極限作業ロボット」を立案し、その研究開発を通じて日本の第三世代ロボットの進展に貢献した[34]。人工現実感とテレイグジスタンス研究委員会、産業用バーチャルリアリティ展やバーチャルリアリティ産学研究開発推進委員会などの産官学の研究委員会を通して、新しい産業の創出に尽力した[35]。2017年には、テレイグジスタンス株式会社を設立し、テレイグジスタンスの社会実装に取り組んでいる[21]。
- 90件をこえる報道番組に出演し「人間がより人間らしく生きるための科学技術」を自身で行った実際の研究開発を紹介しながら社会に伝えた[36]。特に、1999年10月から12月までの3か月間、NHK人間講座「ロボットから人間を読み解く；バーチャルリアリティの現在」の講師としてロボティクス、VRの最先端技術を広く社会に紹介した[37]。

## 著書
- 『メカトロニクスのはなし』日刊工業新聞社 1984 ISBN 4526017930
- 『人工現実感』日刊工業新聞社 1992 ISBN 4-526-03189-5
- 『ロボットから人間を読み解く』（NHK人間講座）日本放送出版協会 1999 ISBN 4141890243
- 『バーチャルリアリティー入門』ちくま新書、2002 ISBN 4480059695
- 『ロボット入門 つくる哲学・つかう知恵』ちくま新書 2002 ISBN 4-480-05938-5
- 『Telexistence』World Scientific 2010 ISBN 981-283-633-0

### 共編著
- 『画像処理とパターン計測技術』白井良明共著 朝倉書店 1986
- 『電脳都市感覚』安西祐一郎, 坂村健 ほか ＮＴＴ出版 1989 ISBN 4871880508
- 『バーチャル・テック・ラボ 「超」現実への接近』廣瀬通孝共監修・著 工業調査会 1992
- 『人工現実感の基礎 臨場感・現実感・存在感の本質を探る』（編）培風館 2000 バーチャルリアリティの基礎I
- 『Telecommunication, Teleimmersion and Telexistence』(編著) IOS Press 2003 ISBN 1-58603-338-7
- 『Telecommunication, Teleimmersion and Telexistence II』(編著) IOS Press 2005 ISBN 1586035193
- 『爆笑問題のニッポンの教養 科学的分身の術 バーチャルリアリティ学』講談社 2008
- 『バーチャルリアリティ学』日本バーチャルリアリティ学会編 佐藤誠,廣瀬通孝共監修 工業調査会 2010
- 『ヒューマン・インフォマティクス』金出武雄＋高野明彦ほか 工作舎 2005 ISBN 978-4-87502-386-9

### 翻訳
- David E.Johnson, John L.Hilburn『図表によるアクティブフィルタの実用設計法』谷江和雄共訳 日刊工業新聞社 1978